# Phayuha Khiri (huyện)
Phayuha Khiri (tiếng Thái: พยุหะคีรี) là một huyện (amphoe) ở tỉnh Nakhon Sawan, phía bắc Thái Lan.

## Lịch sử
Phayuha Khiri là một thành phố cổ, nằm giữa hai thành phố Phra Bang (nay là Nakhon Sawan) và Chainat Buri (nay là Chainat).

## Địa lý
Các huyện giáp ranh (từ phía bắc theo chiều kim đồng hồ) là Krok Phra, Mueang Nakhon Sawan, Tha Tako, Tak Fa và Takhli của tirnh Nakhon Sawan, Manorom của tỉnh Chainat và Mueang Uthai Thani của tỉnh Uthai Thani.

## Hành chính
Huyệns được chia ra thành 11 phó huyện (tambon), các đơn vị này lại được chia ra thành 120 làng (muban). Có hai thị trấn (thesaban tambon) - Phayuha nằm trên một phần của tambon Phayuha, Tha Nam Oi nằm trên toàn bộ tambon Tha Nam Oi và Muang Hak. Có 9 Tổ chức hành chính tambon.
| STT | Tên                 | Tên tiếng Thái | Số làng | Dân số |  |
| --- | ------------------- | -------------- | ------- | ------ |  |
| 1.  | Phayuha             | พยุหะ           | 8       | 10.752 |  |
| 2.  | Noen Makok          | เนินมะกอก       | 11      | 5.822  |  |
| 3.  | Nikhom Khao Bo Kaeo | นิคมเขาบ่อแก้ว    | 14      | 6.410  |  |
| 4.  | Muang Hak           | ม่วงหัก          | 10      | 2.350  |  |
| 5.  | Yang Khao           | ยางขาว         | 8       | 3.877  |  |
| 6.  | Yan Matsi           | ย่านมัทรี         | 7       | 4.895  |  |
| 7.  | Khao Thong          | เขาทอง         | 11      | 7.514  |  |
| 8.  | Tha Nam Oi          | ท่าน้ำอ้อย        | 8       | 3.010  |  |
| 9.  | Nam Song            | น้ำทรง          | 11      | 6.488  |  |
| 10. | Khao Kala           | เขากะลา        | 20      | 8.464  |  |
| 11. | Sa Thale            | สระทะเล        | 12      | 3.191  |  |